# 30 (UVERworldのアルバム)
『30』（サーティー）は、UVERworldの通算11枚目のスタジオ・アルバム。2021年12月22日にgr8!recordsから発売された。

## 背景とリリース
前作『UNSER』からおよそ2年ぶりとなるアルバム。前作以降に発売された「AS ONE」から「AVALANCHE」までのシングル曲やライブのみで演奏されていた「EN」を含む13曲を収録している。
アルバムタイトルはバンドの結成日である2000年6月6日からアルバム発売日の2021年12月22日の7869日の各位の数字を足した数であり、30周年に向けたものである。
初回生産限定盤 TYPE-A・B、通常盤で発売。初回生産限定盤にはBlu-rayまたはDVDに加えて写真集が付属する。
| 形態                  | 規格       | 規格品番      |
| --------------------- | ---------- | ------------- |
| 初回生産限定盤 TYPE-A | CD+Blu-ray | SRCL-12031〜2 |
| 初回生産限定盤 TYPE-A | CD+DVD     | SRCL-12033〜4 |
| 初回生産限定盤 TYPE-B | CD+Blu-ray | SRCL-12035〜6 |
| 初回生産限定盤 TYPE-B | CD+DVD     | SRCL-12037〜8 |
| 通常盤                | CD         | SRCL-12039    |

## 収録内容
| #         | タイトル                            | 作詞             | 作曲                                               | 編曲                      | 時間  |
| --------- | ----------------------------------- | ---------------- | -------------------------------------------------- | ------------------------- | ----- |
| 1.        | 「EN」                              | TAKUYA∞          | TAKUYA∞                                            | UVERworld & 平出悟        | 5:05  |
| 2.        | 「One stroke for freedom」          | TAKUYA∞          | TAKUYA∞                                            | UVERworld & 平出悟        | 5:13  |
| 3.        | 「えくぼ」                          | TAKUYA∞          | TAKUYA∞                                            | UVERworld & 平出悟        | 3:03  |
| 4.        | 「OUR ALWAYS」                      | TAKUYA∞          | TAKUYA∞ / UTA                                      | UVERworld & 平出悟        | 4:23  |
| 5.        | 「AVALANCHE」                       | TAKUYA∞          | 克哉 / TAKUYA∞                                     | UVERworld & 平出悟        | 4:23  |
| 6.        | 「THUG LIFE」                       | TAKUYA∞          | TAKUYA∞                                            | UVERworld & 平出悟        | 2:54  |
| 7.        | 「SOUL (feat.青山テルマ & 愛笑む)」 | TAKUYA∞ / 愛笑む | UVERworld / 愛笑む                                 | UVERworld & 愛笑む        | 3:04  |
| 8.        | 「来鳥江 (feat.山田孝之 & 愛笑む)」 | TAKUYA∞ / 愛笑む | UVERworld / 愛笑む                                 | UVERworld & 愛笑む        | 3:40  |
| 9.        | 「NAMELY」                          | TAKUYA∞          | 彰 / Yuzuru Kusugo / Satoshi Shibayama             | UVERworld & 平出悟        | 4:07  |
| 10.       | 「イーティー」                      | TAKUYA∞          | TAKUYA∞                                            | UVERworld & 平出悟        | 4:05  |
| 11.       | 「AS ONE」                          | TAKUYA∞          | TAKUYA∞                                            | UVERworld & 平出悟        | 3:49  |
| 12.       | 「HOURGLASS」                       | TAKUYA∞          | 信人 / TAKUYA∞ / Yuzuru Kusugo / Satoshi Shibayama | UVERworld & Jeff Miyahara | 4:02  |
| 13.       | 「NEVER ENDING WORLD」              |                  | 彰                                                 | UVERworld & 平出悟        | 1:41  |
| 合計時間: | 合計時間:                           | 合計時間:        | 合計時間:                                          | 合計時間:                 | 49:34 |

| 監督: nom。 |                       |      |            |
| #           | タイトル              | 作詞 | 作曲・編曲 |
| 1.          | 「Sax Solo〜UNSER」   |      |            |
| 2.          | 「BABY BORN & GO」    |      |            |
| 3.          | 「LIMITLESS」         |      |            |
| 4.          | 「stay on」           |      |            |
| 5.          | 「境界」              |      |            |
| 6.          | 「KINJITO」           |      |            |
| 7.          | 「Home 微熱39℃」      |      |            |
| 8.          | 「IDEAL REALITY」     |      |            |
| 9.          | 「一滴の影響」        |      |            |
| 10.         | 「ConneQt」           |      |            |
| 11.         | 「Spredown」          |      |            |
| 12.         | 「Fight For Liberty」 |      |            |
| 13.         | 「Touch off」         |      |            |
| 14.         | 「AFTER LIFE」        |      |            |
| 15.         | 「CORE PRIDE」        |      |            |

| 監督: 中村哲平。 |                                 |      |            |
| #                | タイトル                        | 作詞 | 作曲・編曲 |
| 1.               | 「第1話『Fight For Liberty』」  |      |            |
| 2.               | 「第2話『ナノ・セカンド』」     |      |            |
| 3.               | 「第3話『Ø choir』」            |      |            |
| 4.               | 「第4話『一滴の影響』」         |      |            |
| 5.               | 「第5話『THE OVER』」           |      |            |
| 6.               | 「第6話『儚くも永久のカナシ』」 |      |            |
| 7.               | 「第7話『在るべき形』」         |      |            |

## 楽曲解説
EN
カンテレ・フジテレビ系 月10ドラマ『アバランチ』第2部主題歌。YouTubeにはドラマとコラボしたスペシャルムービーが公開されている。
2020年12月20日に行われた「UVERworld ARENA LIVE 2020」横浜アリーナ公演で初披露されて以降、少しずつ歌詞を変えながら未音源化曲として披露されてきた。また、ほとんどのライブのラストを飾っていた。
TAKUYA∞自身はそれほど自信がなく、メンバーへ提案した際に何度も保険をかけたが満場一致で良い反応を貰えたと語っている。レコーディングでは、納得できるものが録れず3日間を要し喉を潰した。
2021年8月20日に出演した『ミュージックステーション』ではサプライズで披露された。2021年12月24日の『ミュージックステーション ウルトラスーパーライブ2021』でも披露している。
「試聴の際にこれを聴いてアリかナシか判断してもらいたい」という意味から1曲目に据えられた。また、ほかのアルバム楽曲（シングルは除く）はこの曲以降に制作されており、本作の方向性を定める曲となった。
ミュージック・ビデオが制作された。
One stroke for freedom
「今、自分たちのことを好きで傍にいてくれている人たちがもっと好きになれるようなものを追求していきたい」という思いから制作された楽曲。
えくぼ
本作唯一のラブソング。TAKUYA∞がかつて友人から聞いた、えくぼにまつわる中国の言い伝えについての楽曲。
OUR ALWAYS
バンドへの愛を綴った楽曲。ファンクラブの企画「あなたにとってのUVERworldとは」に寄せられたファンからの60秒の動画を観たTAKUYA∞が感化され制作した。歌詞はさまざまなテーマで四転ほどしたが、バンドへの愛情を書くと決めてからは4時間程度で書き上げたという。
音楽プロデューサーのUTAとの共同制作。
AVALANCHE
40thシングル表題曲。カンテレ・フジテレビ系 月10ドラマ『アバランチ』第1部主題歌。
表記はないがアルバム・バージョンであり、新たにイントロ部分が追加されている。
THUG LIFE
力を抜いて制作された楽曲。歌詞には「毎週のサザエ∞」というフレーズが登場する。
SOUL (feat.青山テルマ & 愛笑む)
39thシングル『来鳥江/SOUL』表題曲。
歌手の青山テルマ、徳川eq.の愛笑むが参加。
来鳥江 (feat.山田孝之 & 愛笑む)
39thシングル『来鳥江/SOUL』表題曲。
俳優の山田孝之、徳川eq.の愛笑むが参加。
NAMELY
38thシングル表題曲。テレビ東京系アニメ『七つの大罪 憤怒の審判』第二クールエンディングテーマ。
イーティー
40thシングル『AVALANCHE』カップリング曲。
AS ONE
36thシングル表題曲。映画『仮面病棟』主題歌。
HOURGLASS
37thシングル表題曲。映画『ブレイブ -群青戦記-』主題歌。
NEVER ENDING WORLD
彰が作曲・ミキシングを手掛けたSE。タイトルも彰考案によるもの。TAKUYA∞からは「いつものEDMっぽいノリノリな感じよりも、もっと大きいイメージで作ってほしい」とリクエストされた。
TAKUYA∞が、マーベル作品のエンドロールにて続編をほのめかす演出を好んでおりアルバムの最後に据えられた。

## タイアップ
| 年     | 楽曲      | タイアップ                                                    |
| ------ | --------- | ------------------------------------------------------------- |
| 2020年 | AS ONE    | 映画『仮面病棟』主題歌                                        |
| 2021年 | HOURGLASS | 映画『ブレイブ -群青戦記-』主題歌                             |
| 2021年 | NAMELY    | TVアニメ『七つの大罪 憤怒の審判』第二クールエンディングテーマ |
| 2021年 | AVALANCHE | ドラマ『アバランチ』主題歌                                    |
| 2021年 | EN        | ドラマ『アバランチ』主題歌                                    |

## クレジット
UVERworld
TAKUYA∞: Vocal
克哉: Guitar
彰: Guitar
信人: Bass
真太郎: Drums
誠果: Sax